# Премия имени Х. К. Андерсена
Премия имени Ханса Кристиана Андерсена — литературная премия, которой награждаются детские писатели (англ. Hans Christian Andersen Author Award) и художники-иллюстраторы (англ. Hans Christian Andersen Award for Illustration).

## История и суть премии

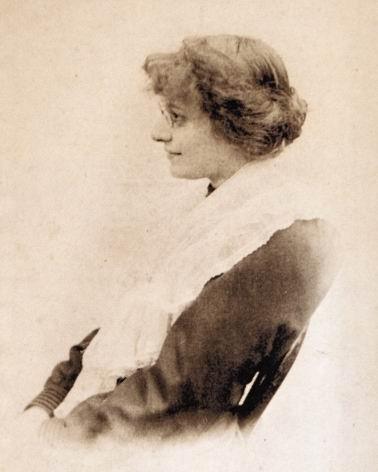
Первая лауреат премии — Элинор Фарджон

Учреждена в 1956 году Международным советом по детской и юношеской литературе ЮНЕСКО (англ. International Board on Books for Young People — IBBY). Присуждается один раз в два года. Премия вручается второго апреля — в день рождения Ханса Кристиана Андерсена. По инициативе и решением Международного совета в знак глубокого уважения и любви к Х. К. Андерсену, в 1967 году день 2 апреля был объявлен Международным днём детской книги. Ежегодно одна из национальных секций IBBY является организатором этого праздника.
Для «детских» авторов эта премия — наиболее престижная международная награда, её часто называют «Малой Нобелевской премией». Награда присуждается только здравствующим писателям и художникам.
Идея учредить премию принадлежит Елле Лепман (1891—1970) — культурному деятелю в области мировой детской литературы. Известна фраза Е. Лепман: «Дайте нашим детям книги, и вы дадите им крылья».
С 1956 года премия присуждалась автору лучшей детской книги, а с 1966 года её также начали вручать лучшему художнику-иллюстратору.

Кандидаты на соискание премии выдвигаются национальными секциями Международного совета по детской книге IBBY. Лауреаты — писатель и художник — награждаются золотыми медалями с профилем Ханса-Кристиана Андерсена во время конгресса IBBY. Кроме того, IBBY присуждает Почётные дипломы лучшим детским и юношеским книгам из числа недавно изданных в странах, являющихся членами Международного совета.

## Премия Андерсена и СССР с РФ
Совет по детской книге России входит в организацию Международный совет по детской книге с 1968 года.
Многие россияне — писатели, художники-иллюстраторы, переводчики — были награждены Почётными дипломами. Премия представительнице СССР была вручена лишь однажды — в 1976 году медаль Татьяне Алексеевне Мавриной, художнику-иллюстратору детской книги, и один раз — представителю России художнику Игорю Олейникову (2018).
В 1972 году Международным жюри было особо отмечено творчество Сергея Михалкова, а в 1976 году — Агнии Барто. Почётные дипломы были в разные годы вручены писателям Шаукату Галиеву за детскую татарскую книгу «Заяц на зарядке» («Физзарядка ясый куян»), Анатолию Алексину за повесть «Действующие лица и исполнители», Валерию Медведеву за книгу повестей «Фантазии Баранкина», Юрию Ковалю за книгу повестей и рассказов «Самая лёгкая лодка в мире», Эно Рауду за первую часть тетралогии повестей-сказок «Муфта, Полботинка и Моховая Борода» и другим; художникам-иллюстраторам Юрию Васнецову, Виктору Чижикову, Евгению Рачёву и др.; переводчикам Борису Заходеру, Ирине Токмаковой, Людмиле Брауде и др.
В 2008 и 2010 году на премию был номинирован художник Николай Попов.

## Обладатели «медали Андерсена»

### Список писателей — лауреатов премии[3][6][11]
- 1956 — Элинор Фарджон (англ. Eleanor Farjeon, )
- 1958 — Астрид Линдгрен (швед. Astrid Lindgren, )
- 1960 — Эрих Кестнер (нем. Erich Kästner, )
- 1962 — Мейндерт Де Йонг (англ. Meindert DeJong, )
- 1964 — Рене Гийо (фр. René Guillot, )
- 1966 — Туве Янссон (фин. Tove Jansson, )
- 1968 — Джеймс Крюс (нем. James Krüss, ), Хосе Мария Санчес-Сильва ()
- 1970 — Джанни Родари (итал. Gianni Rodari, )
- 1972 — Скотт О’Делл (англ. Scott O'Dell, )
- 1974 — Мария Грипе (швед. Maria Gripe, )
- 1976 — Сесиль Бёдкер (дат. Cecil Bødker, )
- 1978 — Паула Фокс (англ. Paula Fox, )
- 1979 — Эмилиян Станев, (болг. Емилиян Станев, )
- 1980 — Богумил Ржиха (чеш. Bohumil Říha, )
- 1982 — Лижия Божунга (порт. Lygia Bojunga, )
- 1984 — Кристин Нёстлингер (нем. Christine Nöstlinger, )
- 1986 — Патрисия Райтсон (англ. Patricia Wrightson, )
- 1988 — Анни Шмидт (нидерл. Annie Schmidt, )
- 1990 — Турмуд Хауген (норв. Tormod Haugen, )
- 1992 — Вирджиния Гамильтон (англ. Virginia Hamilton, )
- 1994 — Митио Мадо (яп. まど・みちお, )
- 1996 — Ури Орлев (ивр. אורי אורלב‎, )
- 1998 — Кэтрин Патерсон (англ. Katherine Paterson, )
- 2000 — Анна Мария Машаду (порт. Ana Maria Machado, )
- 2002 — Эйден Чемберс (англ. Aidan Chambers, )[12]
- 2004 — Мартин Уодделл (англ. Martin Waddell, )[13]
- 2006 — Маргарет Махи (англ. Margaret Mahy, )[14]
- 2008 — Юрг Шубигер (нем. Jürg Schubiger, )[9]
- 2010 — Дэвид Алмонд (англ. David Almond, )[10]
- 2012 — Мария Тереса Андруэтто (исп. María Teresa Andruetto), [15]
- 2014 — Нахоко Уэхаси (яп. 上橋 菜穂子), [16]
- 2016 — Цао Вэньсюань (кит. упр. 曹文轩, пиньинь Cáo Wénxuān) [17]
- 2018 — Эйко Кадоно (яп. 角野 栄子), [18]
- 2020 — Жаклин Вудсон (англ. Jacqueline Woodson), [19].
- 2022 — Мари-Од Мюрай (фр. Marie-Aude Murail), [20].
- 2024 — Хайнц  Яниш[нем.], (нем. Heinz Janisch), [21].

### Список художников-иллюстраторов — лауреатов премии[6][11]
- 1966 — Алоис Кариджет (Швейцария)
- 1968 — Иржи Трнка (Чехословакия)
- 1970 — Морис Сендак (США)
- 1972 — Иб Спанг Ольсен (Дания)
- 1974 — Фаршид Месгали (Иран)
- 1976 — Татьяна Маврина ()
- 1978 — Свенд Отто С. (Дания)
- 1980 — Суэкити Акаба (Япония)
- 1982 — Збигнев Рыхлицкий[пол.] (пол. Zbigniew Rychlicki, ПНР)
- 1984 — Мицумаса Анно (Япония)
- 1986 — Роберт Ингпен (Австралия)
- 1988 — Душан Каллаи[фр.] (Чехословакия)
- 1990 — Лисбет Цвергер (Австрия)
- 1992 — Квета Пацовска (Чешская Республика)
- 1994 — Йорг Мюллер (Швейцария)
- 1996 — Клаус Энсикат (Германия)
- 1998 — Томи Унжерер (Франция)
- 2000 — Энтони Браун (Великобритания)
- 2002 — Квентин Блейк (англ. Quentin Blake, Великобритания)[12]
- 2004 — Макс Велтёйс[нидерл.] (нидерл. Max Velthuijs, Нидерланды)[13]
- 2006 — Вольф Эрльбрух (Германия)[14]
- 2008 — Роберто Инноченти (Италия)[9]
- 2010 — Ютта Бауэр[нем.] (нем. Jutta Bauer, Германия)[10]
- 2012 — Пётр Сис (чеш. Peter Sís, Чешская Республика)[15]
- 2014 — Рожер Мелло, (Бразилия)[16]
- 2016 — Сусанна Бернер (нем. Rotraut Susanne Berner, Германия)[17]
- 2018 — Игорь Олейников, [18]
- 2020 — Альбертина, Швейцария[19].
- 2022 — Сьюзи Ли[англ.], Республика Корея[22].
- 2024 — Синди Смит[англ.], [21].